# Marhof
Marhof est une ancienne commune autrichienne du district de Deutschlandsberg en Styrie.